# Lusern

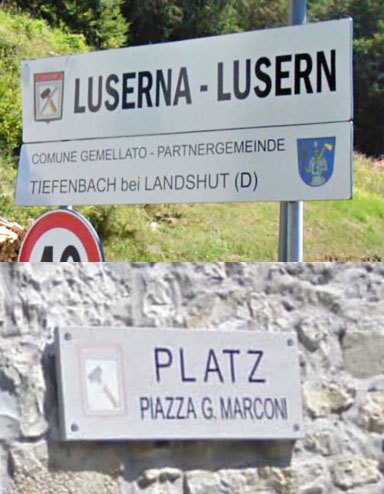
Ortseingangs- und Straßenschilder in Lusern sind durchweg zweisprachig zimbrisch und italienisch

Lusern (auch Lusérn geschrieben; die Betonung des Wortes liegt auf der zweiten Silbe), italienisch Luserna, ist eine Gemeinde mit 267 Einwohnern (Stand 31. Dezember 2023) in Oberitalien, Provinz Trient, Region Trentino-Südtirol. Sie gehört der Talgemeinschaft Magnifica Comunità degli Altipiani Cimbri an.
Lusern ist eine der bekanntesten und am besten erhaltenen deutschen Sprachinseln der Zimbern in Oberitalien; 90 % der Bevölkerung spricht die bairische Varietät Zimbrisch.

## Geographie
Lusern liegt etwa 1350 Meter über dem Meer auf einem östlichen Ausläufer der Hochebene von Lavarone (deutsch: Lafraun, zimbrisch: Lavròu) ca. 600 Höhenmeter über der Astico-Schlucht, südlich des oberen Valsugana und des Caldonazzosees.
Die Hochebene von Lusern umfasst ca. 20 Quadratkilometer, wovon nur etwa acht zur Gemarkung der Gemeinde Lusern (zimbrisch: Kamou vo Lusern) gehören. Teile der Hochebene von Lusern gehören zur Gemarkung der Gemeinden Lavarone, Levico Terme und Caldonazzo. Die Hochebene ist leicht wellenförmig, die Berge am Nordrand der Hochebene erreichen nicht ganz 2000 Meter (höchster Berg: Cima Vezzena, 1908 m s.l.m.).
Lusern lässt sich als Straßendorf charakterisieren, darüber hinaus gibt es eine Vielzahl an isolierten kleinen Weilern, die als Baite (Hütten) bezeichnet werden. Die größte Gruppe dieser Weiler ist Bisele (Oberhäuser, Unterhäuser, Galen). Im Lauf der Jahrhunderte wurden Gefälle eingeebnet und eine größere Zahl von terrassenförmigen Feldern und Gemüsegärten angelegt.
Das Klima ist vom Hochgebirge geprägt: Niederschlag ca. 1200 Millimeter pro Jahr, lange Winter mit viel Schnee. Die Wälder sind Mischwälder. Vorherrschend sind Weiß-Tannen, Rottannen, Rotbuchen und Lärchen. Der Pilzreichtum der Wälder lockt im Sommer und Herbst viele Pilzsammler an, was die Luserner nicht immer gerne sehen.
Erreichbar ist der Ort entweder von Südosten über Asiago (zimbrisch: Sleghe) und den sehr einfach zu befahrenden Vezzena-Pass (zimbrisch: Vesan/deutsch: Wiesen) oder von Nordwesten über Pergine, Calceranica und Lavarone (zimbrisch: Lavrou/deutsch: Lafraun) (der einfachste, aber etwas umständliche Weg) oder aber von Levico Terme über den im 19. Jahrhundert von österreichischem Militär angelegten Kaiserjägersteig (ital. Monterovere), einer sehr schmalen (mit nur wenigen Ausweichstellen) und steilen, asphaltierten Bergstraße mit engen unbeleuchteten Tunneln, aber mit atemberaubender Aussicht auf die Valsugana und den Caldonazzosee: der kürzeste, aber abenteuerlichste und nur für Schwindelfreie geeignete Weg.

## Ortsteile
Zur Gemeinde Lusern gehören die Fraktion Tetsch (Tezze) sowie die Ortschaften Lait (Rivetta) und Bisele.

## Geschichte

### Die ersten prähistorischen Dörfer
Auf dem „Pletz von Motze“, einer Stelle etwa 500 m nördlich des Luserner Ortsteils Tetsch (Tezze), fanden Archäologen bei Ausgrabungen Keramikscherben und Reste alter Kupfer-Schmelzöfen, die auf ca. 1200 v. Chr. datiert wurden. Noch ältere, jungsteinzeitliche Spuren finden sich in Form von Menhiren und einem Altar- oder Opferstein oberhalb der Häuser von Bisele, in der Nähe der Alm Malga Costesin, auf der nahe gelegenen Hochebene von Vesan (Altipiano di Vezzena). Bis Anfang des 13. Jahrhunderts gibt es keine weiteren archäologischen oder schriftlichen Hinweise, die eine Besiedlung des Gebiets zwischen dem Asticotal im Süden und dem Valsugana im Norden bezeugen würden.

### Zimbrische Kolonisierung
Das zehn Kilometer westlich gelegene Folgaria wird erstmals 1208 im „Codex Wangianus“, dem Urkundenbuch des Hochstifts Trient, genannt. Darin ist für den 16. Februar 1216 vermerkt, dass der „Bischof Friedrich von Trient … dem Odolricus und dem Henricus de Posena (Ulrich und Heinrich von Bozen) die Höhen von … Folgaria bis Centa (verleiht), … um dortselbst wenigstens 20 neue Höfe zu gründen und Arbeiter dahin zu berufen, welche das ganze Gebiet auftheilen, urbar machen und davon dem Bischof Zins zahlen sollen“. In diesem Zusammenhang entstand die Ansiedlung Lavarone auf der gleichnamigen Hochebene zwischen dem Sommo-Pass und Centa. Die heutige Gegend von Lusern wurde wiederum von Leuten aus Lavarone besiedelt, die den sonnigen Südhang der Costa Alta als Sommerweide nutzten, bevor sie sich ständig dort niederließen. Die Ansiedlung Lusern wird erstmals 1442 in einer Urkunde erwähnt, in der ein gewisser Biagio aus Asiago erklärt, dass er 55 Golddukaten erhalten habe, die ihm Herzog Friedrich für den Kauf von vier Höfen in Lusern geschuldet hatte. 1487 besetzte die Republik Venedig das Gebiet von Lusern, worauf die Gemeinde Lavarone anfragte, „di poter godere ancora il monte di Luserna“, also „weiterhin den Berg von Lusern nutzen zu dürfen“. Eine Aufstellung der Pfarrei Brancafora (bei Piedemonte) im Asticotal, zu deren Sprengel Lusern lange Zeit gehörte, zählt 1698 die Namen Nicolussi, Gasperi und Oseli auf. Diese weisen auf gleichlautende Hofnamen im Ostteil von Lavarone hin. Den Familiennamen Nicolussi oder Gasperi – mit verschiedenen Beinamen zur Unterscheidung – tragen heute noch rund 90 % der Bevölkerung. Der weiter vorkommende Familienname Pedrazza kam erst später, vermutlich durch Einheiratungen aus dem Terragnolo, hinzu.

### Entstehung des Namens Lusern
Während nahezu alle Flurnamen auf dem Gemeindegebiet wie auf angrenzenden Flächen auf bairisch-mittelhochdeutsche bzw. zimbrische Begriffe zurückzuführen sind, ist der Name Lusern bzw. Luserna eindeutig romanisch. In venezianischen Urkunden wird der Ort immer als Liserna bezeichnet (Betonung auf der zweiten Silbe). Auf Ladinisch bedeutet lize, auf Italienisch liscio, glatten, schlüpfrigen Untergrund. Im Tirolerischen steht Lizum (Betonung auf der zweiten Silbe) für hochgelegenen Almboden am Talschluss. Glatter, schlüpfriger Almboden trifft auf die Gegebenheit vor Ort exakt zu.

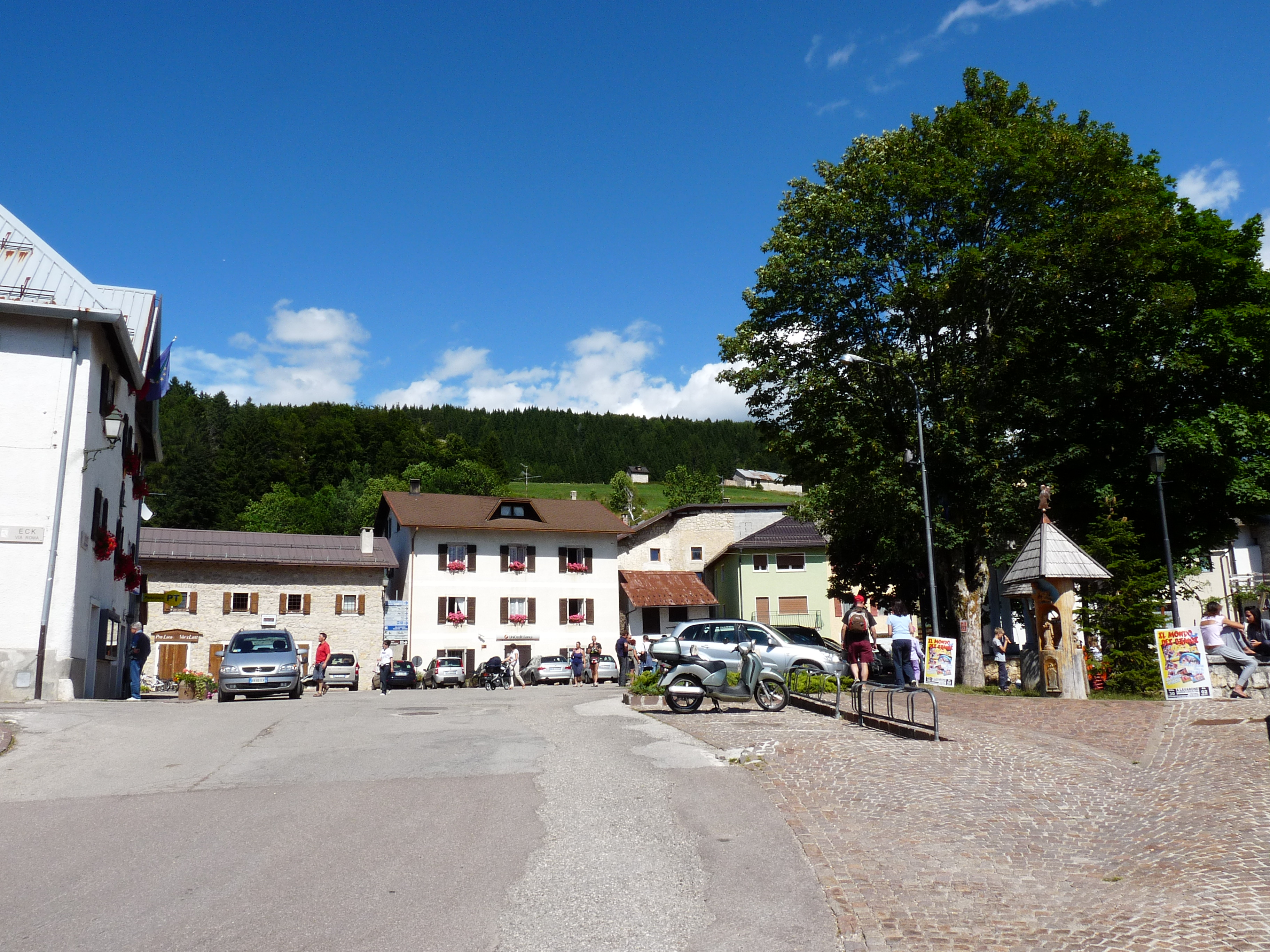
Platz / Piazza Guglielmo Marconi

### Die selbständige Gemeinde Lusern entsteht
Am 7. Oktober 1715 wurde die erste Kirche in Lusern geweiht. Eine eigene Pfarrei wurde aber erst 1745 zugebilligt; die Luserner Taufmatrikel beginnen am 7. Oktober 1745. Bis dahin waren alle kirchlichen Bräuche und Notwendigkeiten von der Taufe bis zur Beerdigung in Brancafora im Asticotal zu erledigen. Das sind über 800 m Höhenunterschied auf steilen, schwierigen Wegen – bei jedem Wetter, im Sommer wie im Winter. Am 4. August 1780 erfolgte nach Grenzstreitigkeiten die verwaltungsmäßige Trennung zwischen der „Magnifica Comunità di Lavarone“ (Herrliche Gemeinschaft von Lavarone) und der „Onoranda Vicinia“ (Geehrte Nachbarschaft) Lusern. Der Ort verzeichnete damals rund 250 Einwohner. Seither ist Lusern eine eigenständige Gemeinde. Im August 1911 wurde ein großer Teil des Dorfes, dessen Häuser (wie heute) mit Holzschindeln gedeckt waren, durch einen Brand zerstört. Das Dorf wurde mit österreichischer Hilfe (Spendenaufruf) rasch wieder aufgebaut.

### Lusern und der Erste Weltkrieg
Das österreichisch-ungarische Militär ließ das Werk Lusern oberhalb des Ortes als eines von sieben schweren Befestigungsanlagen zwischen dem Monte Maggio im Südwesten und dem Pizzo di Levico (Spitz Verle) im Nordosten an strategischen Punkten entlang der damaligen Reichsgrenze errichten. Der Bau des Werkes Lusern war für die Einwohner Luserns eine gute Verdienstquelle: zwischen 1908 und 1912 waren alle arbeitenden und helfenden Hände des Orts zur Herstellung dieses Bauvorhabens aufgerufen. Als Italien am 23. Mai 1915 in den Ersten Weltkrieg eintrat, lag Lusern unmittelbar an der Grenze und damit an der Front zwischen Italien und Österreich-Ungarn. „Am 25. Mai, Pfingstdienstag, gegen halb vier Uhr morgens“, schrieb Pfarrer Josef Pardatscher in seinem Tagebuch, „begannen die Kanonen zu donnern, unsere und jene von der anderen Seite, Verena und Campolongo“. „Unsere Kanonen“ – das waren die Geschütze des Panzerwerks Lusern.
In den drei Tagen vom 25. bis 28. Mai 1915 wurde das Werk Lusern von rund 5000 italienischen Granaten mit Geschosskalibern bis zu 28 cm getroffen und fast sturmreif geschossen. Intensiver Beschuss des Werkes war ferner vom 15. bis 28. August 1915 und vom 9. April bis 20. Mai 1916 zu verzeichnen. Das nur einen Kilometer entfernte Dorf Lusern blieb von diesen Kampfhandlungen nicht verschont. Die Bevölkerung musste das Dorf unverzüglich verlassen und konnte nur das Allernotwendigste mitnehmen. In Lusern und Umgebung blieben nur die dienstverpflichteten Soldaten (Standschützenkompanie Lusern) und Arbeiter sowie, als Feldkurat, der letzte deutsche Pfarrer von Lusern, Josef Pardatscher aus Salurn.
Die Luserner fanden in verschiedenen Dörfern bei Aussig im nördlichen Böhmen Unterkunft und konnten erst im Januar 1919 in ihr völlig zerstörtes Dorf zurückkehren. Das einzig erhaltene Gebäude war das einstige österreichische Zollamt, das auch heute noch am Dorfrand steht. Durch den Vertrag von Saint-Germain war Südtirol an Italien gekommen. Finanzielle Mittel der nun italienischen Regierung erleichterten den Wiederaufbau und den Neuanfang. Die ursprünglich im Ortszentrum stehende und zerstörte Kirche (St. Antonius) wurde unterhalb des Dorfes, zum Ortsteil Tetsch hin, neu gebaut (1920–1923 das Kirchengebäude; 1928–1929 der Turm). Durch den Wiederaufbau und eine gewisse Prosperität in den 1920er Jahren wuchs die Bevölkerung Luserns auf 1200 Einwohner an, nahm aber u. a. bedingt durch die Weltwirtschaftskrise und Abwanderungen auf 850 Bewohner im Jahr 1935 ab.

### Die zimbrische Gemeinschaft ist gespalten. Das historische Ereignis der Optionen.
Am 21. Oktober 1939 schlossen Adolf Hitler und Benito Mussolini ein „Option“ genanntes Abkommen zur Umsiedlung der nicht-italienischsprachigen Bevölkerung Oberitaliens in Länder und Gegenden unter der Herrschaft des Deutschen Reichs. Wer in Italien verbleiben wollte, musste die konsequente Italianisierung mit Aufgabe von Kultur und Muttersprache in Kauf nehmen. Auch viele in Armut lebende Luserner glaubten an die Versprechungen auf ein besseres Leben und wurden nach Tirol-Vorarlberg, nach Salzburg, vor allem aber ins Budweiser Becken am Rande des Böhmerwalds ins damalige Protektorat Böhmen und Mähren umgesiedelt. Aus der Gegend um Budweis flohen bei Kriegsende die Luserner (zusammen mit umgesiedelten Fersentalern) völlig mittellos nach Italien zurück. Ihre Wiedereinbürgerung und vor allem die Rückgabe ihres Eigentums zogen sich bis 1967 hin.
Als Gastarbeiter in der Schweiz, in Deutschland und vor allem in den Wirtschaftszentren Oberitaliens konnten sich die Luserner in den letzten Jahrzehnten einen bescheidenen Wohlstand erarbeiten. Die meisten der auswärts arbeitenden Luserner halten engen Kontakt mit ihrer Heimatgemeinde, und viele kehren nach dem Ende ihrer Berufstätigkeit nach Lusern zurück.

### Lusern heute
Lusern orientiert sich heute mehr und mehr am Tourismus und spielt seine Rolle als praktisch letzte Bastion der zimbrischen Sprache aus. Die Lage der Hochebenen von Folgaria, Lavarone und Lusern / Vezzena bietet im Winter (noch) hohe Schneesicherheit für Pisten- und Langläufer; die sichtbare Zerstörung der Landschaft durch Lift- und Seilbahnanlagen, insbesondere im Bereich Folgaria, ist bemerkenswert. Im Sommer lädt das eher milde Klima zu Wanderungen und Mountainbike-Touren durch die geschichtsträchtigen Höhen, Wiesen und Wälder ein. Darüber hinaus denkt Lusern heute schon an „milde“ und nachhaltige Tourismusangebote wie Wellness- oder Heubäder.
Das Dokumentationszentrum Lusern initiiert laufend Ausstellungen und Publikationen zur wechselvollen Geschichte der Hochebenen sowie zur zimbrischen Kultur und Sprache.

## Bevölkerungsentwicklung
| Jahr      | 1921 | 1931 | 1951 | 1961 | 1971 | 1981 | 1991 | 2001 | 2011 | 2021 |
| --------- | ---- | ---- | ---- | ---- | ---- | ---- | ---- | ---- | ---- | ---- |
| Einwohner | 906  | 846  | 640  | 642  | 561  | 456  | 386  | 297  | 269  | 270  |

Quelle: ISTAT

## Sprache und zimbrische Tradition

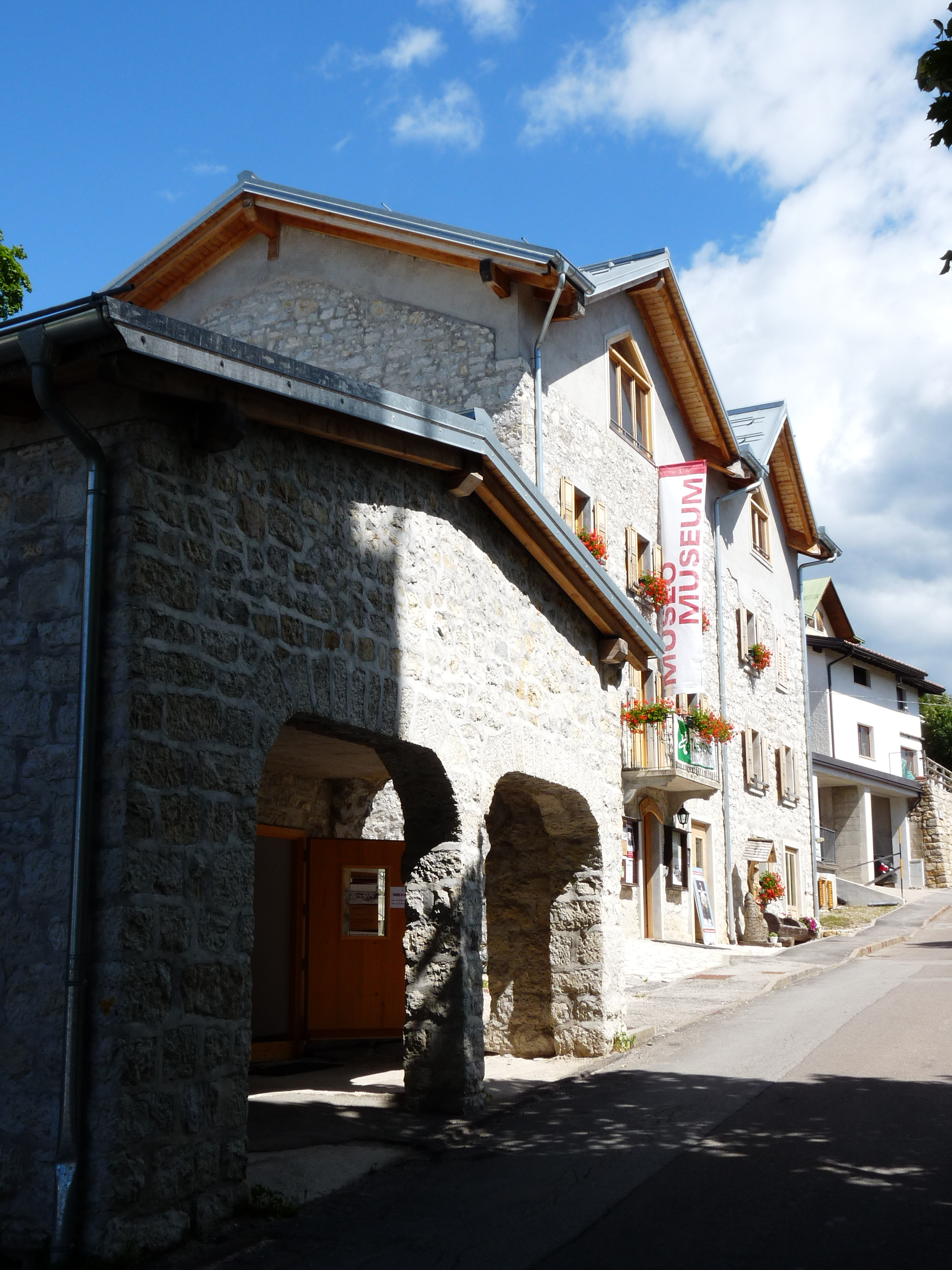
Dokumentationszentrum Lusern (Museum, Informations- und Begegnungsstätte)

In Lusern wird eine von noch insgesamt rund 1000 Sprechern beherrschte zimbrische Mundart gesprochen, die auf Grund ihrer sehr guten Erhaltung in der jahrhundertelangen Isolation von besonderem Interesse für die Sprachwissenschaft und die Erzählforschung ist.
Das Zimbrisch von Lusern gehört zur Dialektgruppe des Südbairischen. Intensiv erforscht hat den Dialekt in neuerer Zeit der deutsche Sprachwissenschaftler Hans Tyroller in den 1970er Jahren, als der Student die Region im Trentino nach Material für seine Magisterarbeit durchforschte. 1997 beauftragten ihn die Gemeinden, eine Grammatik zu verfassen, die er 2002 vorlegte. Er verfasste zudem Lehrbücher für Zimbrisch-Kurse und Schulen.
Der Tiroler Pfarrer Franz Zuchristian richtete 1866 die deutsche Volksschule ein, die vom Wiener Schulverein unterstützt wurde. 1882 wurden auch eine Klöppelschule und 1893 ein deutscher Kindergarten eingerichtet.
Die italienische Lega Nazionale (später Pro Patria) gründete 1890 eine italienische Schule mit 20 bis 30 Schülern, die auch das Mittagessen kostenlos anbot. Die große Mehrheit der Familien schickte dennoch ihre Kinder (ca. 120) trotz Armut weiterhin in die deutsche Schule. Der Südtiroler Pfarrer Josef Bacher veröffentlichte 1905 in Innsbruck das Buch Die deutsche Sprachinsel Lusern.
Nach dem Ersten Weltkrieg wurde die deutsche Schule nicht mehr eröffnet. Ab den 1970er Jahren wurde neben Italienisch auch wieder Deutsch und Zimbrisch unterrichtet. 2006 musste die Volksschule von Lusern jedoch wegen zu geringer Schüleranzahl schließen. Seitdem besuchen die Luserner Kinder die Volksschule in Lavarone. Hier wird die zimbrische Sprache als Wahlfach unterrichtet. Ein italienisches Gesetz zum Minderheitenschutz von 1999 macht es möglich. Von diesem Angebot machen auch viele Kinder aus Lavarone und den Nachbardörfern Gebrauch, wo die zimbrische Sprache schon seit Jahrzehnten ausgestorben ist.
Das gut ausgestattete, ehrenamtlich betreute Dokumentationszentrum Lusern, das auch Publikationen in deutscher, italienischer und zimbrischer Sprache herausgibt und regelmäßig kulturhistorische Ausstellungen veranstaltet, und der Einfluss der deutschsprachigen Medien stellen eine Brücke zum deutschen Sprachraum dar.
Während des italienischen Faschismus (1922–1943) wurden alle zimbrischen Traditionen und die Sprache im öffentlichen und privaten Bereich infolge der Politik der Italianisierung durch Mussolini und Ettore Tolomei unterdrückt und verboten. In den Jahrzehnten nach dem Zweiten Weltkrieg bis in die 1980er Jahre hinein führte das Zimbrische in Lusern ein Nischendasein und war durch die starke Abwanderung auf Grund fehlender Infrastruktur und schlechter wirtschaftlicher Chancen von langsamer Auszehrung bedroht. Erst seit wenigen Jahren werden die zimbrischen Traditionen und vor allem die Wirtschaftsentwicklung (in erster Linie Fremdenverkehr) von der Provinz Trient, der Region Trentino-Südtirol, dem italienischen Staat und der EU unterstützt. Im August 1993 besuchte der damalige österreichische Außenminister Alois Mock Lusern und sicherte die Unterstützung der Sprachinseln der Zimbern zu.
Es gibt neuerdings auch wieder ein reges literarisches Leben in Lusern: Lieder und Erzählungen in zimbrischer Sprache werden gesungen bzw. geschrieben und vom Dokumentationszentrum veröffentlicht. Anfang 2005 wurde das Kulturinstitut Lusern gegründet, dessen Hauptaufgabe die Erhaltung und Festigung des Luserner Zimbrisch ist. Besonders Adolfo Nicolussi Zatta und der Bürgermeister von Lusern, Luigi Nicolussi Castellan, fördern und verbreiten sehr selbstbewusst und offensiv die zimbrischen Traditionen Luserns regional, überregional und international.
Der 1992 gegründete zimbrische Chor (Polifonica Cimbra) ist inzwischen zu einem im In- und Ausland renommierten Kulturbotschafter der Luserner Zimbern geworden.
Heute wird bei den Lusernern Wert auf die Pflege der Muttersprache und Tradition gelegt: Die örtliche Zeitung druckt regelmäßig Teile in zimbrischer Sprache und jeder Besucher Luserns wird am Ortseingang von einem Schild in italienischer, zimbrischer und deutscher Sprache begrüßt.
In den Lusern am nächsten gelegenen Orten Lavarone und Folgaria (deutsch: Vielgereuth, zimbrisch: Folgrait) wurde bis vor wenigen Jahrzehnten noch zimbrisch gesprochen, spätestens seit der Faschistenzeit (1922–1943) ist es aber ausgestorben. Die letzten Sprecher in der Gemeinde Folgaria lebten in den 1950er Jahren in den Fraktionen Carbonare und San Sebastiano. Zahlreiche Flurnamen und lokale Bezeichnungen lassen noch die zimbrische Geschichte der Orte erkennen.
Heute bestehen zudem enge Kontakte zu den anderen oberdeutschen Sprachinseln, insbesondere zu den am nächsten gelegenen im Fersental (Provinz Trient) und in den Sieben Gemeinden mit dem Hauptort Asiago (Provinz Vicenza), aber auch zu den Dreizehn Gemeinden (Provinz Verona) im Südwesten und zu den weiter östlich in den Karnischen Alpen gelegenen Sprachinseln Sappada, Sauris und Timau (Region Friaul-Julisch Venetien).
Vor allem die engen Kontakte Luserns mit Südtirol sowie mit Österreich und Deutschland helfen der Gemeinde nachhaltig und begründen positive Perspektiven für die zimbrische Sprachinsel Lusern. Mit Lusiana (zimbrisch Lusaan) in der heutigen Gemeinde Lusiana Conco verbindet der Ort nicht nur eine Namensähnlichkeit, sondern auch die zimbrische Tradition.
Mittlerweile ist die zimbrische Gemeinde Lusern auf europäischer, nationaler, regionaler und provinzieller Ebene als deutschsprachige ethnisch-sprachliche Minderheit anerkannt.

## Tourismus
Das touristische bzw. kulturelle Angebot umfasst das Lusérn-Museum, das Hausmuseum Haus von Pruekk, die Kunstgalerie Rheo Martin Pedrazza und das Forte Werk Lusérn. Außerdem existieren vier thematische Routen, die auch für Familien und Mountainbiker geeignet sind.

## Gemeindepartnerschaften
- Tiefenbach bei Landshut, seit 2001

## Sonstiges
Kulinarische Spezialitäten wie Vezzena-Käse sind mittlerweile landesweit bekannt und gefragt. Die typische Luserner Küche ähnelt der Tiroler; Knödel, Kartoffelpolenta, Gulasch, Steinpilze und Käse.

## Persönlichkeiten

### Söhne und Töchter der Gemeinde
- Hermann Nicolussi-Leck (1913–1999), Politiker

### Mit der Gemeinde verbundene Persönlichkeiten
- Hugo Resch (1925–1994), Zimbernforscher
- Eduard Reut-Nicolussi (1888–1958), Jurist und Politiker
- Josef Bacher (1864–1935), Priester
- Josef Pardatscher, Priester